# Escuadrón RAAF n.º 4
El Escuadrón RAAF n.º 4 es un escuadrón de la Real Fuerza Aérea Australiana  responsable de entrenar a los controladores aéreos avanzados. El escuadrón fue anteriormente una unidad de cazas y estuvo activo en la Primera y la Segunda Guerra Mundial. El escuadrón fue formado originalmente a finales de 1917 en el Frente Occidental, como parte del cuerpo de vuelo de Australia, hasta la firma del armisticio que puso fin a la Primera guerra mundial, el 11 de noviembre de 1918. El escuadrón fue disuelto después de la guerra, a mediados de 1919, pero fue posteriormente activado de nuevo en dos ocasiones en 1937 y 1940, antes de ser desplegado en Papúa Nueva Guinea en 1942, donde apoyó a las fuerzas militares aliadas, mediante la detección de la artillería enemiga, mientras realizaba operaciones de reconocimiento aéreo y prestaba apoyo aéreo cercano, a medida que avanzaba la guerra, el escuadrón participó en la Campaña de la Península de Huon, en Papúa Nueva Guinea, combatió en la Campaña de Nueva Bretaña, y participó en la Campaña de Borneo. El escuadrón fue disuelto a principios de 1948, pero fue refundado de nuevo en 2009 para proporcionar capacitación y entrenamiento a los controladores aéreos, y para apoyar al Comando de Operaciones Especiales (COE).

## Historia

### Primera Guerra Mundial
El escuadrón número cuatro, fue establecido como una unidad del Cuerpo de Vuelo Australiano (CVA) en la base aérea de la Real Fuerza Aérea Australiana ubicada en Point Cook, en el estado de Victoria, en Australia, el 16 de octubre de 1916. Poco después de su formación el escuadrón partió hacia el Reino Unido, llegando a la Parroquia civil de Castle Bromwich, ubicada en el Municipio metropolitano de Solihull, para llevar a cabo un curso de formación, en marzo de 1917.
La unidad llegó a Francia el 18 de diciembre de 1917. Durante su tiempo en el Frente Occidental, el escuadrón fue asignado al Ala de vuelo número 80, y volaba los aviones Sopwith Camel y Sopwith 7F.1 Snipe, los pilotos  australianos, realizaban misiones de ametrallamiento y barridos de combate, proporcionado apoyo aéreo cercano para las fuerzas terrestres, y ametrallaron las pistas de aterrizaje de la aviación imperial alemana. El escuadrón numero cuatro, reclamó más derribos de aeronaves enemigas que cualquier otra unidad del cuerpo de vuelo australiano, en total fueron unos 199 los aviones enemigos destruidos. Once pilotos de la unidad se convirtieron en ases de la aviación (en inglés australiano: Flying Aces).
Miembros notables de la unidad incluyendo el capitán Harry Cobby, lo que lleva el as de la AFC de la guerra, acreditado con la destrucción de 29 aeronaves y de observación de los globos, y el capitán George Jones, que derribó 7 aviones y más tarde se desempeñó como Jefe del Estado Mayor del Aire durante 10 años.  Además Cobby y Jones, el as Elwyn King, Edgar McCloughry, Herbert Watson, Thomas Baker, Leonard Taplin, Thomas Barkell, Norman Trescowthick y Garnet Malley también sirvieron en el escuadrón.
A raíz de la armisticio, el Escuadrón n.º 4 permaneció en Europa y, como parte de la ocupación del ejército británico, se basó en Colonia. Volvió casa en marzo 1919 y se disolvió en Melbourne en junio.

### Segunda Guerra Mundial
El escuadrón n.º 4 fue re-formada como una unidad de reconocimiento general de Estación de la RAAF Richmond, New South Wales, el 3 de mayo de 1937, volando Hawker Demon  antes de tomar la entrega de su primer Avro Anson del mes siguiente. Re-numerada Escuadrón de RAAF n.º 6 el 1 de marzo de 1939, el Escuadrón de la RAAF n.º 4 fue reformado de nuevo en Richmond el 17 de junio de 1940, esta vez como una unidad de cooperación militar. Originalmente equipado con demonios y De Havilland Moth Minor, se convierte en CAC Wirraway en septiembre y se volvió a poner a Canberra ese mismo mes.  El 20 de mayo de 1942, el Escuadrón de la RAAF n.º 4 es desplegada para el Aeropuerto de Camden, donde voló  patrullas antisubmarinas, así como las salidas del entrenamiento del ejército de cooperación hasta que la redistribución de Queensland y luego en noviembre de Nueva Guinea.
La tarea inicial del escuadrón de Nueva Guinea fue apoyar a las fuerzas estadounidenses y australianas en la Batalla de Buna-Gona. Hasta el final de la guerra el escuadrón operó en el ejército con el papel de co-operación, proporcionando fuerzas de tierra con artillería de observación, reconocimiento y el Apoyo aéreo cercano. El 26 de diciembre de 1942, un Piloto oficial del Escuadrón No 4  Wirraway piloteado por John Archer derribó un A6M Zero. Esta fue la única presa lograda por un Wirraway durante la guerra y ganó la Silver Star Archer de los EE.UU., El 31 de enero de 1943, el escuadrón envió a uno de sus vuelos a Wau, donde participó en la Batalla de Wau.
En mayo de 1943, el Escuadrón n.º 4 fue re-equipado con aviones CAC Boomerang de combate, a ser operado en un papel táctico de reconocimiento. Operando con tanto estos nuevos aviones y también algunas Wirraways retenido, el escuadrón apoyó la  7.ª División australiana y 9 ª División australiana Divisiones durante la Campaña de la Península de Huon  También operó seis Piper Cubs como avión de enlace durante estas campañas.  El escuadrón siguió prestando apoyo a las unidades del Ejército de Australia, EE.UU. y la Infantería de Marina de EE.UU. en Nueva Guinea y New Britain hasta marzo de 1945, cuando se implementa en Morotai y luego a la isla de Labuan para apoyar a las fuerzas de tierra de Australia en la campaña de Borneo. Apoyó campaña en el norte de Borneo la 9.ª de División y el aterrizaje en Balikpapan  la 7 ª División. Las bajas durante la guerra ascendió a 37 muertos del personal

### Años de la posguerra
Después de la guerra, el Escuadrón n.º 4 regresó a Australia el 14 de noviembre de 1945 y se basó de nuevo en Canberra. Se re-equipó con los últimos modelos de  P-40 Kittyhawks, después de haber recibido algunos de estos aviones, mientras que en Borneo, esto fue seguido por el CAC Mustangs y el Auster en principios de 1947 Después de completar la formación de su nuevo avión, el escuadrón proporcionó una demostración de poder de fuego para los cadetes de la Royal Military College de Duntroon durante un ejercicio en el Braidwood en septiembre de 1947. El 7 de marzo de 1948, el Escuadrón n.º 4  dejó de existir, después de haber sido re-numerada Escuadrón n.º 3.
Escuadrón n.º 4  fue re-formada el 3 de julio de 2009 en la Base Williamtown para entrenar a controladores aéreos avanzados. La Unidad de Desarrollo de Control Aéreo Avanzado (UDCAA), que operaba Pilatus PC-9, se fusionó con la nueva unidad, junto con el equipo de proyecto especial de las táctica de la RAAF.  Esto continuó la presencia de la FAC en Williamtown que se había mantenido por FACDU  y n.º 4 de vuelo, que operaba Winjeels de Williamtown 1970-1989.
El escuadrón proporciona Controladores de Ataque Aéreo Terminal Conjunto (CAATC) para apoyar al Comando de Operaciones Especiales (COE). El personal entrenado por el Escuadrón n.º 4, acompaña a las patrullas de las fuerzas especiales, para llevar a cabo ataques aéreos conjuntos más precisos.

## Aeronaves utilizadas
El Escuadrón n.º 4  ha operado las siguientes aeronaves:
- Sopwith Camel (1917-1918)
- Sopwith Snipe (1918-1919)
- Hawker Demon (1937 y 1940)
- Avro Anson (1937-1939)
- De Havilland Moth Minor (1940-1941)
- CAC Wirraway (1940-1945)
- De Havilland Tiger Moth (1942 -?)
- CAC Boomerang (1943-1945)
- Piper Cub (1943-1944)
- Curtiss P-40 Kittyhawk (1945-1947)
- CAC Mustang (1947-1948)
- Auster AOP III (1947-1948)
- Pilatus PC-9 (2009-)

## Otras lecturas
- Molkentin, Michael (2010). Fuego en el cielo. El Cuerpo Aéreo de Australia en la Primera Guerra Mundial. Crows Nest, Nueva Gales del Sur: Allen & Unwin. ISBN 978-1-74237-072-9.